# Multiplikativní funkce
Multiplikativní funkce je v teorii čísel označení takových aritmetických funkcí {\displaystyle f(n)}, které splňují:
{\displaystyle f(1)=1} a kdykoliv jsou {\displaystyle a} a {\displaystyle b} celá nesoudělná čísla, pak {\displaystyle f(ab)=f(a)f(b)}

## Příklady
Multiplikativní jsou mnohé z významných funkcí teorie čísel, například:
- φ(n) – Eulerova funkce
- μ(n) – Möbiova funkce
- největší společný dělitel (pokud zafixujeme jeden z parametrů pevně)